# 植村理葉
植村 理葉（うえむら りよ）は、日本のヴァイオリニスト。山口県下関市生まれ。

## 経歴

### 日本での学生時代
4歳からヴァイオリンを始めた。第36回全日本学生音楽コンクール全国大会小学生の部で第1位を受賞。桐朋女子高等学校音楽科に入学し、第58回日本音楽コンクールで第2位を受賞した。また、1989年、ロドルフォ・リピツァー賞国際ヴァイオリン・コンクールで第4位。千本芳恵、鈴木共子、和波孝禧、小林健次に師事した。

### ドイツ留学とその後
同高校を卒業した後、文化庁芸術家在外研修員として、ケルン音楽大学に留学し、イゴール・オジムに師事する。ヨハン・ゼバスティアン・バッハ国際コンクールで第5位、ミケランジェロ・アバド国際ヴァイオリン・コンクールで第1位、レオポルト・モーツァルト国際ヴァイオリン・コンクールでは1位なしの第2位及びモーツァルト賞を受賞した。ローザンヌ音楽院に入学し、ピエール・アモワイヤルに師事する。ドレスデン音楽大学のマイスタークラスでマンフレッド・シェルツァーに師事する。

## 近年の活動
ケルン留学以降在欧しており、現在はベルリン在住。2004年、第15回新日鉄音楽賞（フレッシュアーティスト賞）を受賞した。主に日本、ドイツで協奏曲のソリスト、リサイタルなど精力的な演奏活動をしている。2006年にはバッハの無伴奏ヴァイオリンソナタ&パルティータの全曲演奏会を行った。

## レコーディング
- シューマン：ヴァイオリン協奏曲（ドイツ・ソニー）
- ラヴェル：ヴァイオリン・ソナタ（カメラータ・トウキョウ）
- フォーレ：ヴァイオリンとピアノのための作品集　（カメラータ・トウキョウ）